# 巴图鲁

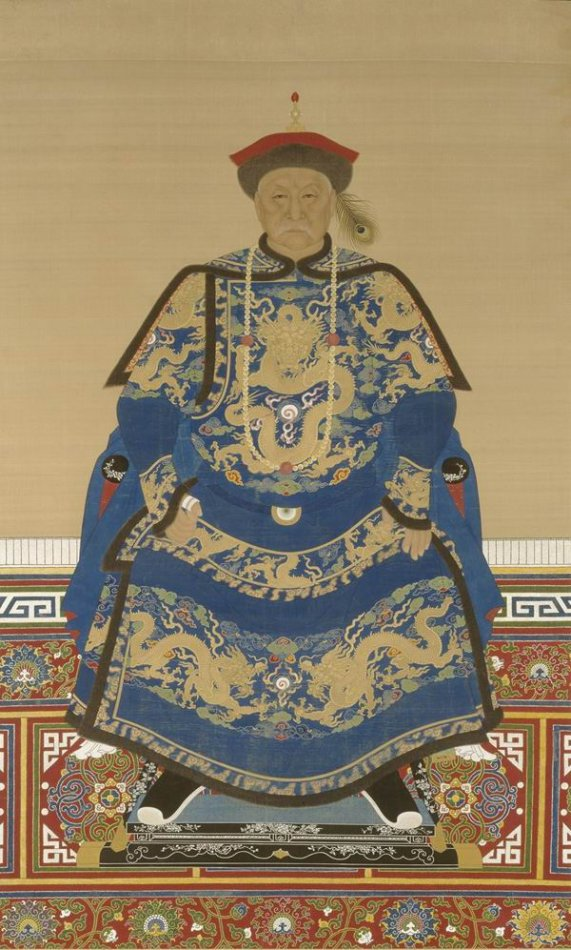
有“满洲第一巴图鲁”之称的清初权臣鳌拜

巴图鲁（转写：baturu），意为“英雄”、“勇士”，为满洲传统美號之一，后来成为清代赏赐有战功之人的封号。因其用来表彰获封之人的武功，故而又有“勇号”之称。

## 用法
该词源自“巴特尔”（意思即“英雄”）一词，在元、明时期有“霸都”、“拔都鲁”、“把都儿”等不同汉语音译。到了明朝末期，巴图鲁成为女真人的称号，此后又逐渐发展为清朝时期赏赐武将的封号。一般而言，巴图鲁勇号有两种：第一种只作巴图鲁，不再加上别的修饰词语，是为普通勇号；第二种在巴图鲁之上还添加其他字样，是为专称勇号。
普通勇号仅见于清前和清初。起初直接加于获封之人的原名之下，后来则改加于本人原名之上。专称勇号可见于清朝各个时期。开始仅上加满语词冠于巴图鲁之前，清中后期开始使用汉字，仅限两字，通常称作“某勇巴图鲁”。所赐字号有时是可以更改的。起初获封者得此称号后，便只称勇号，不再称本名，擅自呼以原名者会被治罪，而且为避免重复，专称勇号不能同时存在两个一样的情况，不同时期则可。到了清朝中后期则有所变化。至嘉庆初年，开始有人获封同一满语名称但汉字音译不同的勇号；到了同治年间则出现了获封勇号一模一样的例子。虽然与入关前制度相悖，但因当时专称勇号已经不再替代获封者本人的原名，因而有所重复也已非要紧之事。专称巴图鲁的字号虽然有满、汉文字之分，但所赐之人并不因文字之别而产生满汉之限。有很多旗人将领获汉字勇号、汉人将领获满字勇号的例子。满字、汉字勇号本来无所谓高低差别，但到了同治、光绪年间，武将获战功后常常会将汉字勇号换为满字，于是便有了由汉字改为满字勇号为“晋号”的说法。
巴图鲁之称在于表彰战功，因此常有小官可得，大官却不可得的情况。文臣掌兵立有功勋之人也可获赐巴图鲁勇号。清兵入关前，因战事频繁，得此荣誉之人较多。然而在康熙至乾隆初年，虽然也有诸多大规模战事，但当时之名将却未有获此殊荣者。直至乾隆二十年（1755年），开始复授巴图鲁勇号，虽功勋卓著之人仍不易获得。到了咸丰、同治年间，巴图鲁勇号的赏赐逐渐变得非常频繁，比起之前的风气已截然不同。

## 引证
1. ↑  .   [2012-08-29]. （原始内容存档于2020-05-16）.
2. ↑  郑天挺 2009，第189頁
3. ↑  安双成 1993，第396頁
4. 1 2 3 4 5  郑天挺 2009，第190頁
5. 1 2 3 4  郑天挺 2009，第193頁
6. ↑  郑天挺 2009，第193頁
7. ↑  . 《重編國語辭典修訂本》臺灣學術網路第六版. 國家教育研究院.   [2020-01-01].
8. ↑  郑天挺 2009，第189-190頁
9. ↑  郑天挺 2009，第190-191頁
10. ↑  郑天挺 2009，第191-192頁
11. 1 2  郑天挺 2009，第192頁
12. ↑  郑天挺 2009，第191頁
13. ↑  中国第一历史档案馆译 1980，第1219頁
14. 1 2 3  郑天挺 2009，第194頁
15. ↑  郑天挺 2009，第193-194頁
16. ↑  郑天挺 2009，第195頁